# Tommie Christiaan
 (décembre 2018).
Tommie Christiaan Venneker, connu sous le pseudonyme Tommie Christiaan, né le 24 février 1986 à Alkmaar, est un acteur, doubleur, chanteur et auteur-compositeur-interprète néerlandais.

## Filmographie

### Doublage
- 2006 : Afblijven (nl) : Jim
- 2008 : Sunshine Barry en de Discowormen : Jimmy
- 2010 : Space Chimps 2: Zartog Strikes Back : Zartog
- 2014 : Dansen op de vulkaan (nl) : Remco
- 2014 : De Droomtrein
- 2018 : Pierre Lapin (Diep in de zee) : Darcy
- 2018 : Les Indestructibles 2 : Schermkaper

## Discographie

### Album studio
- 2018 : Zoveel Liefde (sorti le 16 mars 2018)

### Comédies musicales
- 2006-2007 : Oebele (nl)
- 2007-2008 : Dirty Dancing (nl)
- 2008-2009 : High School Musical (nl) : Troy Bolton
- 2009-2010 : Love Me Tender (nl) : Dean Hyde
- 2011-2012 : Zorro, le musical: Deux rôles (Zorro et Don Diego)
- 2012-2013 : La Petite Sirène (The Little Mermaid) : Prince Erik
- 2013-2015 : Jesus Christ Superstar : Simon
- 2015-2016 : Grease : Kenickie
- 2016-2017 : Hair	: Woof
- 2017-2018 : On Your Feet! (nl)	: Emilio Estefan